# Danmark-Norge
Danmark–Norge är en ofta brukad benämning för de förenade konungarikena Danmark och Norge, ett rike som varade under 434 år. De norska skatteländerna Orkneyöarna, Shetland, Färöarna, Island och Grönland räknades in. De båda länderna var i personalunion från 1380 till 1536 och i realunion från 1537 till 1814.

## Kalmarunionen
Unionen uppstod genom att de nordiska kungahusen i slutet av 1300-talet var ingifta i varandra. Den 24 oktober 1375 dog den danske kungen
Valdemar Atterdag. Hans dotter Margareta var gift med Norges kung Håkan Magnusson, som i sin tur var son till den förre svenske kungen Magnus Eriksson (avsatt från den svenska tronen 1364). Margareta och Håkan hade tillsammans sonen Olof, som Margareta vid sin fars död utropade till kung av Danmark, med henne själv som förmyndare, eftersom Olof endast var fem år vid tillfället. När Håkan dog 1380 utropade Margareta Olof till kung av Norge också och därmed hade länderna kommit i personalunion med varandra. År 1387 dog den då endast sjutton år gamle Olof under mystiska omständigheter och Margareta tog då över som regerande drottning i de båda länderna. Två år senare gjorde sig Margareta även till regerande drottning av Sverige, och 1396 valdes hennes systerdotters son Erik till kung över alla tre rikena. Året därpå bildade de tre länderna officiellt i union med varandra och skulle i framtiden ha endast en regent tillsammans. I Sverige blev det lite si och så med det (unionskungarna härskade endast tidvis över Sverige), men med tre undantag kom de danska unionskungarna att bli kungar av Norge samtidigt som de blev kungar av Danmark och ha kvar den norska kronan under hela sin regeringstid. De tre undantagen utgjordes av att kung Erik avsattes i Sverige och Danmark redan 1439, men inte i Norge förrän 1442, att Karl VIII, som hade efterträtt Kristofer av Bayern i Sverige 1448 blev norsk kung 1449, men 1450 tvangs avstå Norge till Kristian I, som hade efterträtt Kristofer i Danmark 1448, samt att kung Hans blev dansk kung 1481, men norsk kung först 1483.
Efter att Kristian I av huset Oldenburg dels blev kung över de i Kalmarunionen ingående länderna (Sverige dock enbart för tillfället), dels hertig av Schleswig och greve av Holstein, kom även de bägge senare att vara i personalunion med rikena som ingick i Kalmarunionen. De kom dock inte att bli förenade delar med resten av personalunionen, utan utgjorde även i fortsättningen enskilda enheter.

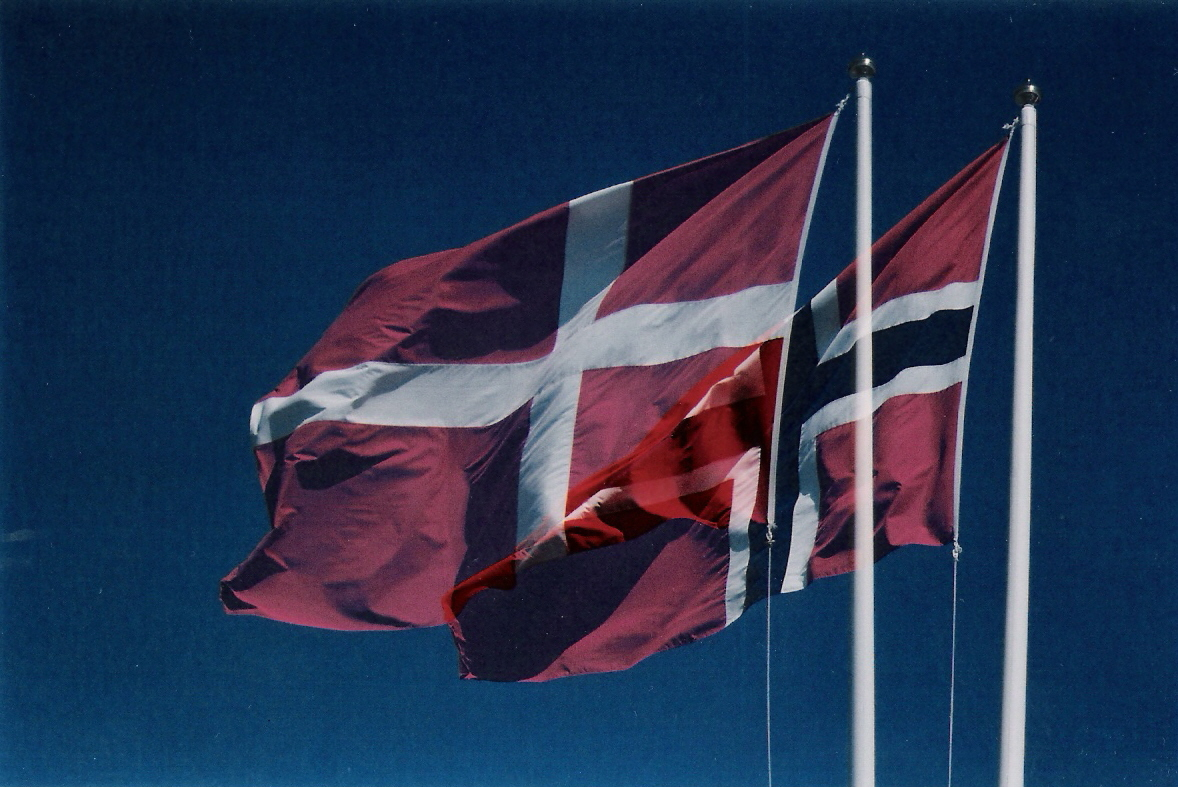
De danska och norska flaggorna

## Sverige lämnar unionen och makten samlas till Danmark
År 1523 bröt sig Sverige loss ur unionen, då Kristian II avsattes i alla tre länderna, men efterträddes av Gustav Vasa i Sverige och Fredrik I i Danmark och Norge. År 1536 upphörde Norges formella självständighet, då resultatet av detta års riksdag i Köpenhamn kungjordes den 30 oktober samma år. Dels beslöt man att genomföra reformationen i Danmark, dels bestämdes det att Norge inte längre skulle vara ett eget konungarike i personalunion med Danmark, utan en dansk provins, som var en del av Danmark. Därigenom kom de norska skatteländerna Island, Färöarna och Grönland också att bli delar av Danmark, och inte bestämt en del av Norge. Även om Norge år 1660 formellt återfick sin status som eget rike i personalunion med Danmark, blev det inte så i praktiken, eftersom landet i samband med införandet av det kungliga enväldet i Danmark knöts ännu hårdare till det danska styret än tidigare.

## Norge tvingas till en union med Sverige
Denna ordning varade sedan i ytterligare nästan 300 år, fram till början av 1800-talet, under de pågående Napoleonkrigen. År 1809 tvangs Sverige att till Ryssland avstå Finland, som hade varit en del av Sverige sedan medeltiden. Under senare tid har det uppfattats som en gottgörelse för att Sverige genom fredsavtal mellan Sverige och Danmark fick Danmark att avstå Norge i det fredsavtal som slöts i Kiel den 14 januari 1814. I detta bestämdes det att Norge skulle lösgöras från Danmark och bli ett eget rike i personalunion med Sverige. Trots att detta gjorde slut på de 434 åren av union med Danmark, som av Henrik Ibsen är omtalad som 400-årsnatten, vägrade norrmännen ingå i denna nya union och förklarade sig istället helt självständiga samt antog en ny grundlag samma år den 17 maj i Eidsvoll. Genom ett kort krig på sommaren det året tvang Sverige in Norge i unionen, men Norge förblev ett eget konungarike i unionen, och inte en svensk landsdel. Norrmännen fick till och med behålla sin nyss antagna grundlag (alltsedan Sveriges antagande av 1974 års regeringsform den näst äldsta i världen efter USA:s). Unionen mellan Sverige och Norge varade fram till 1905, då den upplöstes och Norge efter över 500 år åter blev helt självständigt.
Efter att Norge hade lösgjorts från Danmark år 1814 blev dock de tidigare norska skatteländerna Island, Grönland och Färöarna kvar under danskt styre. Färöarna och Grönland tillhör fortfarande Danmark (dock med ett visst självstyre), medan Island blev ett eget konungarike år 1918 i personalunion med Danmark. Och den 17 juni 1944 utropades Island till en helt självständig republik.

### Fotnoter
1. ↑  ”Norway” (på engelska). World Statesmen. http://www.worldstatesmen.org/Norway.htm. Läst 12 oktober 2012.